# Kreuzberg (Oberpfälzisches Hügelland)
Der Kreuzberg im Oberpfälzischen Hügelland ist eine 522 m ü. NHN hohe Erhebung. Der Gipfel liegt auf dem südlichen Gemeindegebiet der Stadt Vilseck direkt an der Grenze zum Gemeindegebiet des Marktes Hahnbach im Landkreis Amberg-Sulzbach in Bayern.

## Naturräumliche Zuordnung und Gliederung
Der Kreuzberg liegt im Norden des Oberpfälzischen Hügelland in der Untereinheit Hahnbacher Sattel und Hahnbacher Mulde. Da von den Einzelblättern 1:200.000 zum Handbuch der naturräumlichen Gliederung Deutschlands das Blatt 154/155 Bayreuth nicht erschienen ist, existiert für den Nordteil des Oberpfälzischen Hügellandes keine weitere Feingliederung.
- (zu 07 Oberpfälzisch-Obermainisches Hügelland)
  - (zu 070 Oberpfälzisches Hügelland)
    - (zu 070.2 Hahnbacher Sattel und Hahnbacher Mulde)